# Leptomicrodynerus
Leptomicrodynerus (лат.) — род одиночных ос (Eumeninae). Юго-Восточная Азия (Китай).

## Описание
Осы средних размеров (около 1 см). Основная окраска чёрная со светлыми отметинами. Взрослые самки охотятся на личинок насекомых, которые служат кормом для развития собственных личинок осы. От близких родов отличаются следующими признаками: мезоскутум заметно длиннее своей ширины, апикальный край тергита I шире, чем половина ширины TII; паратегула короткая, почти отсутствует, тегула отчетливо превышает паратегулу.

## Классификация
Род был выделен в 1985 году для вида Leptomicrodynerus tieshengi Giordani Soika, 1985. Род включают в состав подсемейства Eumeninae. Близок к родам Cyrtolabulus и Eumenidiopsis.